# Viannye Ménard
Pour les articles homonymes, voir Ménard.
 (mai 2017).
 (mai 2017).
 (mai 2017).
Marie Viannye Ménard, née le 20 juin 1991 à Port-au-Prince, est une reine de beauté, modèle, personnalité publique haïtienne, présentatrice de radio et télé, élue Miss International Haïti en 2015.

## Biographie
En 2010, elle survit au terrible séisme qui frappe son pays et qui fait des milliers de morts.
Une fois son Bac obtenu, Viannye Ménard entame début 2012 des études de droit à la Faculté des Sciences Juridiques et Politiques de l'Université Quisqueya. Elle commence à faire de la radio en 2013, dans la station de la Radio Nationale d’Haïti en tant que présentatrice. Elle anime même sa propre émission, L'école des jeunes pendant deux ans. 
En 2015, elle participe au concours de Miss Haïti. Le 2 octobre 2015, elle est élue Miss International Haïti 2015, en compagnie de Seydina Allen, couronnée Miss World Haiti 2015. Deux semaines plus tard, elle s'envole pour le Japon pour participer au concours international Miss International, où elle fera notamment la rencontre de Charlotte Pirroni, venue représenter la France. 
Elle est également sélectionnée pour participer à Miss Globe International qui devait se tenir en Turquie, mais à cause des divers attentats survenus dans le pays le concours fut plusieurs fois reportés jusqu'à son annulation plus d'un an après.
En janvier 2016, elle repart en Asie, direction la Chine, où elle représente son pays au concours World Miss University 2016.  
Dans la même année, elle devient rédactrice pour le site web de la Radio Nationale D'Haïti. 
En aout 2016, Viannye Ménard passe la couronne à Cassandre Joseph, Miss International Haïti 2016.
En novembre 2017, elle rejoint la Télé Métropole où elle présente les grands titres en prélude au journal du soir Metronews.
En aout 2019, elle publie son premier livre, une nouvelle érotique intitulée « Fais-Moi Jouir ».
Viannye Ménard veut également s'investir dans l'humanitaire. Elle affectionne particulièrement la jeunesse et leur sensibilisation à l'éducation sexuelle. Elle est aussi très sensible aux problèmes environnementaux de son pays ainsi qu’au changement climatique.